# Jacopo David
Jacopo David fou un cèlebre tenor italià conegut també amb l'àlies de el Pare, Bèrgam (1750-1830). Cantà amb gran èxit en diverses ciutats d'Itàlia, França i Anglaterra. Entre els seus deixebles va tenir el cèlebre Andrea Nozzari i el seu propi fill Giovanni.